# Ан Жирар
Даян Хегер (на английски: Diane Haeger) е американска писателка на произведения в жанра исторически роман, исторически любовен роман и биография. Пише и под псевдонима Ан Жирар (на английски: Anne Girard).

## Биография и творчество
Даян Хегер е родена в САЩ, в семейството на журналист. Получава бакалавърска степен по английска филология от Калифорнийския университет в Лос Анджелис, магистърска степен по клинична психология от Университет „Пепърдайн“ и работи известно време за получаване на докторска степен по клинична психология. Още като ученичка и студентка пише истории като хоби. Случайна среща с писателя Ървинг Стоун я мотивира да започне да пише като продължително прави подробно проучване и пътуване до местата, където са живели нейните герои.
Първият ѝ роман „Куртизанка“ е издаден през 1993 г. Той е драматична любовна история между придворната дама Диан дьо Поатие и бъдещия крал на Франция Анри II. Следват още няколко нейни любовни романа, след което отново се насочва към историческите любовни сюжети пишейки истории за исторически лица като крал Джордж IV, генерал Уилям Шърман, художника Рафаело Санцио, и крал Чарлз II.
В периода 2008 – 2012 г. е издадена поредицата ѝ „В двора на Хенри VIII“. В първата книга, „Тайната булка“, историята е за Мария Тюдор, по-малката сестра на безмилостния крал Хенри VIII, която е омъжена по политически причини за възрастния и болен френски крал Луи XII, но тя има забранена любов и е решена с хитрост и смелост на всичко за нея. Втората книга от поредицата, „Грешката на кралицата“, е за злощастната съдба на младата и красива Катрин Хауърд, петата съпруга на петдесетгодишния крал Хенри VIII, която става жертва на дворцовите интриги и любовта си. Третата книга, „Съперницата на кралицата“ е история за придворната Елизабет Блаунт, прислужница на Катерина Арагонска, която привлича вниманието на краля, но впоследствие ще трябва да се бори за живота си. В четвъртата част от поредицата „Аз, Джейн“ е историята на Джейн Сиймур, която устоява на борбите в кралския двор, преживява харизматичната и коварна Ан Болейн, става съпруга на краля и ражда единствения му син, Едуард VI.
През 2014 г., под псевдонима Ан Жирар, е публикуван първият ѝ биографичен роман „Мадам Пикасо“, от съвместната поредица от бестселъри „Смели жени между изкуството и любовта“. Той представя историята на Ева Гуел, която известно време е спътница на великия художник. Следва романизираната ѝ биография за актрисата Джийн Харлоу издадена през 2016 г. 
Даян Хегер живее със семейството си в Нюпорт Бийч, Южна Калифорния. 

## Произведения

### Като Даян Хегер

#### Самостоятелни романи
- Courtesan (1993)[1][2]
- The Return (1993)
- Angel Bride (1994)
- Pieces of April (1997)
- Beyond the Glen (1998)
- The Secret Wife of King George IV (2000)
- My Dearest Cecelia (2003)
- The Ruby Ring (2005)
- The Perfect Royal Mistress (2007)

### Поредица „В двора на Хенри VIII“ (In The Court of Henry VIII)
1. The Secret Bride (2008)[1][2]
2. The Queen's Mistake (2009)
3. The Queen's Rival (2011)
4. I, Jane (2012)

### Като Ан Жирар

#### Поредица „Смели жени между изкуството и любовта“ (Mutige Frauen zwischen Kunst und Liebe)
1. Madame Picasso (2014) – за Ева Гуел[1][2]
Мадам Пикасо, изд. „Кръг“ (2020), прев. Маргарита Терзиева

от поредицата има още 19 романа от различни автори – Мишел Марли, Глория Голдрайх, Анабел Абс, Мери Бесон, Каролине Бернард, Валери Трирвайлер, Лена Йохансон, Софи Бенедикт, Хайди Рен, и др.

#### Самостоятелни романи
- Platinum Doll (2016) – за актрисата Джийн Харлоу